# Oleandra distenta
Oleandra distenta är en ormbunkeart som beskrevs av Kze. Oleandra distenta ingår i släktet Oleandra och familjen Oleandraceae. Inga underarter finns listade.